# Chepes (Argentine)
Chepes est une ville de la province de La Rioja, en Argentine, et le chef-lieu du département de Rosario Vera Peñaloza.
Cette localité, située dans les montagnes anciennes de la Pampa, est un satellite de la ville de San Juan, dans la province voisine.
Le nom de Chepes en langue locale signifiait « gens amicaux ». Le saint patron de la ville est saint Jean-Baptiste, fêté le 24 juin.
À 9 km de la ville se trouve un bassin naturel d'eau salée à 20 degrés.
À voir aussi, l'ancienne église détériorée, où se réfugièrent les chefs de guerre riojanos. Actuellement, la municipalité y a intégré un musée historique.